# 貴湖站
貴湖中央車站（也被稱為貴湖中央GO車站 ）是加拿大安大略省貴湖的主要交通樞紐。它供維亞鐵路和GO運輸火車以及貴湖交通局巴士、 GO運輸區域巴士和城際巴士使用。它位於卡登街79號，包括歷史悠久的貴湖火車站，以及前貴湖巴士總站的所在地。

## 服務

### 貴湖交通局
2012年1月1日起，貴湖交通局所有路線皆發生變更。 當時原定計劃將貴湖中央車站於同日啟用，但最後該站延至2012年5月6日才正式啟用。  2016年9月，貴湖交通局開始為搭乘早班GO運輸火車的旅客提供早晨接駁巴士服務。 PRESTO卡可在貴湖所有GO運輸服務上使用。 

### 維亞鐵路
維亞鐵路每天在薩尼亞-倫敦-多倫多線上每個方向營運一班列車。 

### GO運輸
- 前往多倫多聯合車站的基秦拿線。 [6]
- 分別開往約妙斯巴士總站和聯合車站巴士總站的GO巴士31號線和33號線。 [7]
- 開往一號廣場的GO巴士29號線 [8]

### 貴湖奧雲灣交通
自2020年8月31日起，GOST（貴湖奧雲灣交通公司）每日營運兩班來往貴湖中央車站和奧雲灣公共交通總站的巴士。 

## 巴士月台
圭尔夫中央车站提供本地和区域巴士服务的换乘服务。 1-20 号站台位于岛式公交站台，21 号和 22 号站台位于麦克唐纳街南侧，紧邻岛式站台。公交车站台分配如下： 
| 月台 | 公司       | 號碼 | 路線 / 筆記         |
| ---- | ---------- | ---- | ------------------- |
| 1    | 貴湖交通局 | 2A   | 西環線 (順時針方向) |
| 2    | 貴湖交通局 | 16   | Southgate           |
| 3    | 貴湖交通局 | 10   | Imperial            |
| 4    | 貴湖交通局 | 5    | Gordon              |
| 5    | 貴湖交通局 | 3A   | 東環線 (順時針方向) |
| 6    | 貴湖交通局 | 3B   | 東環線 (逆時針方向) |
| 7    | 貴湖交通局 | 8    | 石頭路商場          |
| 8    | 貴湖交通局 | 9    | Waterloo            |
| 9    | 貴湖交通局 | CS   | 南社區巴士          |
| 10   | 貴湖交通局 | CN   | 北社區巴士          |
| 11   |            |      |                     |
| 12   | GO運輸     | 29   | 貴湖 - 密西沙加     |
| 12   | GO運輸     | 31   | 貴湖 - 佐治鎮       |
| 13   | GO運輸     | 33   | 貴湖 - 北約克       |
| 14   | 貴湖交通局 | 20   | 西北工業區          |
| 15   | 貴湖交通局 | 11   | Willow West         |
| 18   | 貴湖交通局 | 13   | 域多利道社區中心    |
| 19   | 貴湖交通局 | 12   | 貴湖醫院            |
| 20   | 貴湖交通局 | 2B   | 西環線 (逆時針方向) |
| 21   | 貴湖交通局 | 4    | York                |
| 22   | 貴湖交通局 | 14   | Grange              |